# Anton II Wierix
Anton II Wierix (ou Anthonie Wierix ou Antonie Wierix ou Antoine Wierix), vers 1555-1559 à Anvers où il est mort en mars 1604, est un graveur flamand de la famille de graveurs Wierix. Il réalisa des gravures d'après d'autres graveurs célèbres, dont Albrecht Dürer.

## Biographie
Anton Wierix est né à Anvers d'un père, Anton, qui aurait pu être peintre, bien qu'on sait qu'il fut ébéniste. Selon le biographe Cornelis de Bie dans son livre de biographies Het Gulden Cabinet, lui et ses frères Jan et Hieronymus Wierix étaient tous graveurs,. Comme eux, il aurait réalisé, lors de sa formation, plusieurs gravures d'après Albrecht Dürer et d'autres artistes tels que Maarten de Vos et Crispin van den Broeck.
Il fut actif à Anvers de 1594 à sa mort en 1604.

## Œuvre
Il réalisait surtout des œuvres de sujet religieux, de sa propre composition ou d'après d'autres artistes.
À sa mort, son frère Hieronymus récupéra ses plaques de cuivre et publia des estampes à partir de celles-ci sous son propre nom.
On confond souvent les œuvres et les données biographiques d'Anton II avec celles de son fils, Anton III à cause de leur homonymie.

#### Sur Anton II Wierix
- (nl) Cornelis de Bie, Het Gulden Cabinet, 1662, p. 520.
- Bénézit, Dictionnaire des Peintres, 1976, vol. 10, p. 727.
- (en) F.W.H. Hollstein et al., Dutch & flemish etchings, engravings and woodcuts ca. 1450-1700, Amsterdam, Hertzberger, 2004.
- (nl) Ulrich Thieme et Felix Becker, « Wierix, Johan », dans Allgemeines Lexikon der bildenden Künstler : von der Antike bis zur Gegenwart, Liepzig, Seemann, 1942, p. 537.
- (en) A checklist of painters c1200-1976 represented in the Witt Library, Courtauld Institute of Art, London, Londres, Mansell, 1978, 337 p. (ISBN 978-0-7201-0718-0).
- (nl) « Wierix (Antonie) », dans Biographisch Woordenboek der Nederlander, Groningue, Biografie Instituut Groningen, J. J. van Brederode, 1860 (lire en ligne), p. 194.

#### Sur les frères Wierix
- Voir Famille Wierix